# Кето Джапарідзе
Кетевана Костянтинівна Джапарідзе (груз. ქეთევან კონსტანტინეს ასული ჯაფარიძე; 11 лютого 1901, Квішхеті, Кутаїська губернія, Російська Імперія — 20 вересня 1968, Тбілісі, Грузинська РСР, СРСР) — радянська грузинська співачка, яка працювала в жанрі романсу. Народна артистка Грузинської РСР з 1956 року.

## Біографія
У 1909 році пішла вчитися в Тифліську дворянську гімназію, де її потужний голос був помічений відомим композитором Захарієм Паліашвілі, який працював там вчителем музики і керував шкільним хором.
У 1919 році вступила до Тифліської консерваторії.
У 1927 році після закінчення консерваторії поїхала до Берліна, де 3 роки брала уроки співу. У 1930 році повернулася до СРСР (до Грузії).
Навесні або влітку 1937 року дебютувала в Москві — дала сольний концерт на сцені «Ермітажу» (Московського театру Революції). Приблизно в той же час (навесні 1937 року) дебютувала а Ленінграді в театрі Саду відпочинку.
У 1939 році була запрошена брати участь у першому Всесоюзному конкурсі артистів естради і отримала одну з премій.
Під час Великої Вітчизняної війни Кето довелося змінити репертуар, вона почала виконувати пісні патріотичного характеру. Співачка дала безліч концертів в госпіталях і на лінії фронту.
У 1956 році Джапарідзе була удостоєна звання Народної артистки Грузинської РСР.
Кето померла 20 вересня 1968 року, похована в Дідубійському пантеоні.